# Scottish FA Cup 1985/86
Der Scottish FA Cup wurde 1985/86 zum 101. Mal ausgespielt. Der wichtigste schottische Fußball-Pokalwettbewerb, der vom Schottischen Fußballverband geleitet wurde, begann am 7. Dezember 1985 und endete mit dem Finale am 10. Mai 1986 im Hampden Park von Glasgow. Als Titelverteidiger startete Celtic Glasgow in den Wettbewerb, das sich im Finale des letzten Jahres gegen Dundee United durchsetzte, und zum 27. Mal den Schottischen Pokal gewinnen konnte. Im Endspiel der diesjährigen Austragung standen sich der FC Aberdeen und Heart of Midlothian gegenüber. Die Dons aus Aberdeen gewannen das Finale mit einem 3:0-Sieg durch einen Doppelpack von John Hewitt, und einem Tor von Billy Stark. Mit Walter Kidd erhielt der dritte Spieler in Geschichte des Wettbewerbs einen Platzverweis. Der FC Aberdeen gewann bei der zwölften Finalteilnahme, zum sechsten Mal nach 1947, 1970, 1982, 1983 und 1984 den Pokal in Schottland. Heart of Midlothian verlor bei seiner zehnten Finalteilnahme nach deren erster im Jahr 1891 zum fünften Mal, womit die Endspiele ausgeglichen waren. Durch den Pokalsieg nahm Aberdeen im folgenden Jahr am Europapokal der Pokalsieger teil und schied dort gegen den FC Sion aus der Schweiz aus.

## 1. Runde
Ausgetragen wurden die Begegnungen am 7. Dezember 1985. Das Wiederholungsspiel fand am 11. Dezember 1985 statt.
|                      | Ergebnis |                       |
| -------------------- | -------- | --------------------- |
| Albion Rovers        | 8:1      | Gala Fairydean Rovers |
| Berwick Rangers      | 0:0      | FC Cowdenbeath        |
| Dunfermline Athletic | 2:0      | Raith Rovers          |
| Meadowbank Thistle   | 3:2      | FC East Stirlingshire |
| FC Queen’s Park      | 3:0      | Buckie Thistle        |
| FC St. Johnstone     | 1:0      | Queen of the South    |

### Wiederholungsspiel
|                | Ergebnis |                 |
| -------------- | -------- | --------------- |
| FC Cowdenbeath | 0:2      | Berwick Rangers |

## 2. Runde
Ausgetragen wurden die Begegnungen am 4. und 11. Januar 1986. Die Wiederholungsspiele fanden am 11. und 13. Januar 1986 statt.
|                        | Ergebnis |                      |
| ---------------------- | -------- | -------------------- |
| FC Hawick Royal Albert | 1:2      | FC St. Johnstone     |
| Nairn County           | 1:1      | Meadowbank Thistle   |
| FC Peterhead           | 1:2      | FC Arbroath          |
| FC Fort William        | 0:0      | Stirling Albion      |
| FC Queen’s Park        | 2:1      | Albion Rovers        |
| FC Stenhousemuir       | 0:0      | FC Whitehill Welfare |
| FC Stranraer           | 1:2      | Berwick Rangers      |
| Threave Rovers         | 0:5      | Dunfermline Athletic |

### Wiederholungsspiele
|                      | Ergebnis |                  |
| -------------------- | -------- | ---------------- |
| Meadowbank Thistle   | 1:2      | Nairn County     |
| Stirling Albion      | 6:0      | FC Fort William  |
| FC Whitehill Welfare | 2:3      | FC Stenhousemuir |

## 3. Runde
Ausgetragen wurden die Begegnungen zwischen dem 25. Januar 1986 und 5. Februar 1986. Die Wiederholungsspiele fanden am 3./4. und 11. Februar 1986 statt.
|                     | Ergebnis |                      |
| ------------------- | -------- | -------------------- |
| FC Aberdeen         | 4:1      | FC Montrose          |
| Hamilton Academical | 2:1      | Forfar Athletic      |
| Hibernian Edinburgh | 2:0      | Dunfermline Athletic |
| Airdrieonians FC    | 0:0      | Partick Thistle      |
| FC Arbroath         | 0:0      | FC Clyde             |
| Ayr United          | 1:0      | FC Stenhousemuir     |
| Berwick Rangers     | 2:3      | Alloa Athletic       |
| Celtic Glasgow      | 2:0      | FC St. Johnstone     |
| FC Clydebank        | 0:0      | FC Falkirk           |
| Dundee United       | 4:0      | Greenock Morton      |
| FC East Fife        | 1:1      | FC St. Mirren        |
| Heart of Midlothian | 3:2      | Glasgow Rangers      |
| FC Kilmarnock       | 1:0      | Stirling Albion      |
| FC Motherwell       | 1:1      | Brechin City         |
| Nairn County        | 0:7      | FC Dundee            |
| FC Queen’s Park     | 1:0      | FC Dumbarton         |

### Wiederholungsspiele
|                 | Ergebnis  |                  |
| --------------- | --------- | ---------------- |
| Brechin City    | 1:1 n. V. | FC Motherwell    |
| FC St. Mirren   | 3:1       | FC East Fife     |
| FC Clyde        | 1:2       | FC Arbroath      |
| FC Falkirk      | 1:0       | FC Clydebank     |
| Partick Thistle | 1:2       | Airdrieonians FC |

### 2. Wiederholungsspiel
|               | Ergebnis |              |
| ------------- | -------- | ------------ |
| FC Motherwell | 2:0      | Brechin City |

## Achtelfinale
Ausgetragen wurden die Begegnungen zwischen dem 15. Februar und 5. März 1986. Die Wiederholungsspiele fanden am 19. Februar und 5. März 1986 statt.
|                     | Ergebnis |                     |
| ------------------- | -------- | ------------------- |
| Alloa Athletic      | 1:2      | FC Motherwell       |
| FC St. Mirren       | 1:1      | FC Falkirk          |
| Hamilton Academical | 1:2      | Heart of Midlothian |
| FC Dundee           | 2:0      | Airdrieonians FC    |
| Hibernian Edinburgh | 1:0      | Ayr United          |
| FC Arbroath         | 0:1      | FC Aberdeen         |
| Celtic Glasgow      | 2:1      | FC Queen’s Park     |
| Dundee United       | 1:1      | FC Kilmarnock       |

### Wiederholungsspiele
|               | Ergebnis |               |
| ------------- | -------- | ------------- |
| FC Falkirk    | 0:3      | FC St. Mirren |
| FC Kilmarnock | 0:1      | Dundee United |

## Viertelfinale
Ausgetragen wurden die Begegnungen am 8. und 9. März 1986. Die Wiederholungsspiele fand am 12. März 1986 statt.
|                     | Ergebnis |                |
| ------------------- | -------- | -------------- |
| Heart of Midlothian | 4:1      | FC St. Mirren  |
| FC Dundee           | 2:2      | FC Aberdeen    |
| Hibernian Edinburgh | 4:3      | Celtic Glasgow |
| FC Motherwell       | 0:1      | Dundee United  |

### Wiederholungsspiel
|             | Ergebnis  |           |
| ----------- | --------- | --------- |
| FC Aberdeen | 2:1 n. V. | FC Dundee |

## Halbfinale
Ausgetragen wurden die Begegnungen am 5. April 1986. 
|                     | Ergebnis |                     |
| ------------------- | -------- | ------------------- |
| FC Aberdeen         | 1 3:0 1  | Hibernian Edinburgh |
| Heart of Midlothian | 2 1:0 2  | Dundee United       |

## Finale
| FC Aberdeen                            | FC Aberdeen | Heart of Midlothian | Heart of Midlothian |
| -------------------------------------- | --- | --- | ------------------- |
| FC Aberdeen                            | \| Finale \| \| 10. Mai 1986 in Glasgow (Hampden Park) \| \| Ergebnis: 3:0 (1:0) \| \| Zuschauer: 58.841 \| \| Schiedsrichter: Hugh Alexander \| \| Spielbericht \|                                                          | \| Finale \| \| 10. Mai 1986 in Glasgow (Hampden Park) \| \| Ergebnis: 3:0 (1:0) \| \| Zuschauer: 58.841 \| \| Schiedsrichter: Hugh Alexander \| \| Spielbericht \|                      | Heart of Midlothian |
| FC Aberdeen                            | Jim Leighton – Stewart McKimmie, Alex McLeish, Willie Miller, Tommy McQueen – Jim Bett, Neale Cooper, John McMaster (52. Billy Stark), Peter Weir – John Hewitt (80. Joe Miller), Frank McDougall Cheftrainer: Alex Ferguson | Henry Smith – Walter Kidd, Sandy Jardine, Craig Levein, Brian Whittaker – Gary Mackay, Neil Berry, Kenny Black – John Colquhoun, Sandy Clark, John Robertson Cheftrainer: Alex MacDonald | Heart of Midlothian |
| FC Aberdeen                            | 1:0 John Hewitt (5.) 2:0 John Hewitt (48.) 3:0 Billy Stark (74.) | | Heart of Midlothian |
| FC Aberdeen                            | Walter Kidd (?.), Neil Berry (?.), Gary Mackay (77.), John Robertson (?.) | | Heart of Midlothian |
| FC Aberdeen                            | Walter Kidd (77.) | | Heart of Midlothian |
| Finale                                 | | |                     |
| 10. Mai 1986 in Glasgow (Hampden Park) | | |                     |
| Ergebnis: 3:0 (1:0)                    | | |                     |
| Zuschauer: 58.841                      | | |                     |
| Schiedsrichter: Hugh Alexander         | | |                     |
| Spielbericht                           | | |                     |